# 비에스컴퍼니

## 실행업무
- 검색광고
- 배너광고
- 온라인마케팅
- 바이럴마케팅
- SNS광고
- 언론사광고
- 오프라인광고
- 브랜딩컨설팅
- BI

## 광고 대행업무
- 온라인광고
- 검색광고
- 배너광고
- 오프라인광고
- SNS광고
- 언론사광고